# Rhododendron qianyangense
Rhododendron qianyangense là một loài thực vật có hoa trong họ Thạch nam. Loài này được M.Y. He miêu tả khoa học đầu tiên năm 1985.